# Vassílis Tsitsánis
Vassílis Tsitsánis (en grec moderne : Βασίλης Τσιτσάνης), né le 18 janvier 1915 à Trikala et mort le 18 janvier 1984 à Londres, est un compositeur grec et un joueur de bouzouki. Il est devenu l’un des principaux auteurs de musique grecque. Tsitsánis a écrit plus de 500 chansons et est connu comme étant un joueur de bouzouki particulièrement doué.

## Biographie
Tsitsánis est né à Trikala en 1915. Il s’intéresse à la musique dès son plus jeune âge et apprend à jouer de la mandoline, du violon et du bouzouki qui sera l’instrument prépondérant de ses compositions. En 1936, il fait des études de droit à Athènes et fait ses premiers enregistrements musicaux en 1937. 
La même année, il s’installe à Thessalonique où il fait son service militaire puis y réside pendant une dizaine d’années, période où la Grèce est occupée par les Allemands. C’est à cette période qu’il devient célèbre et qu’il compose la plupart de ses meilleurs morceaux, qui seront enregistrés à la fin de la guerre. Tsitsanis avait pu enregistrer une centaine de morceaux avant la fermeture des studios d’enregistrement par les Allemands.   
En 1946, Tsitsánis retourne à Athènes et enregistre les morceaux qui ont rendu célèbres des chanteurs tels que Sotiría Béllou (Σωτηρία Μπέλου), Maríka Nínou (Μαρίκα Νίνου) et Pródromos Tsaousákis (Πρόδρομος Τσαουσάκης).
Tsitsánis meurt à Londres le 18 janvier 1984, le jour anniversaire de sa naissance soixante neuf ans plus tôt. Il a droit à des funérailles nationales, sa musique et son talent ayant marqué l’histoire de la Grèce. Il est toujours considéré comme une légende du rebetiko.